# Ойґен фон Бем-Баверк

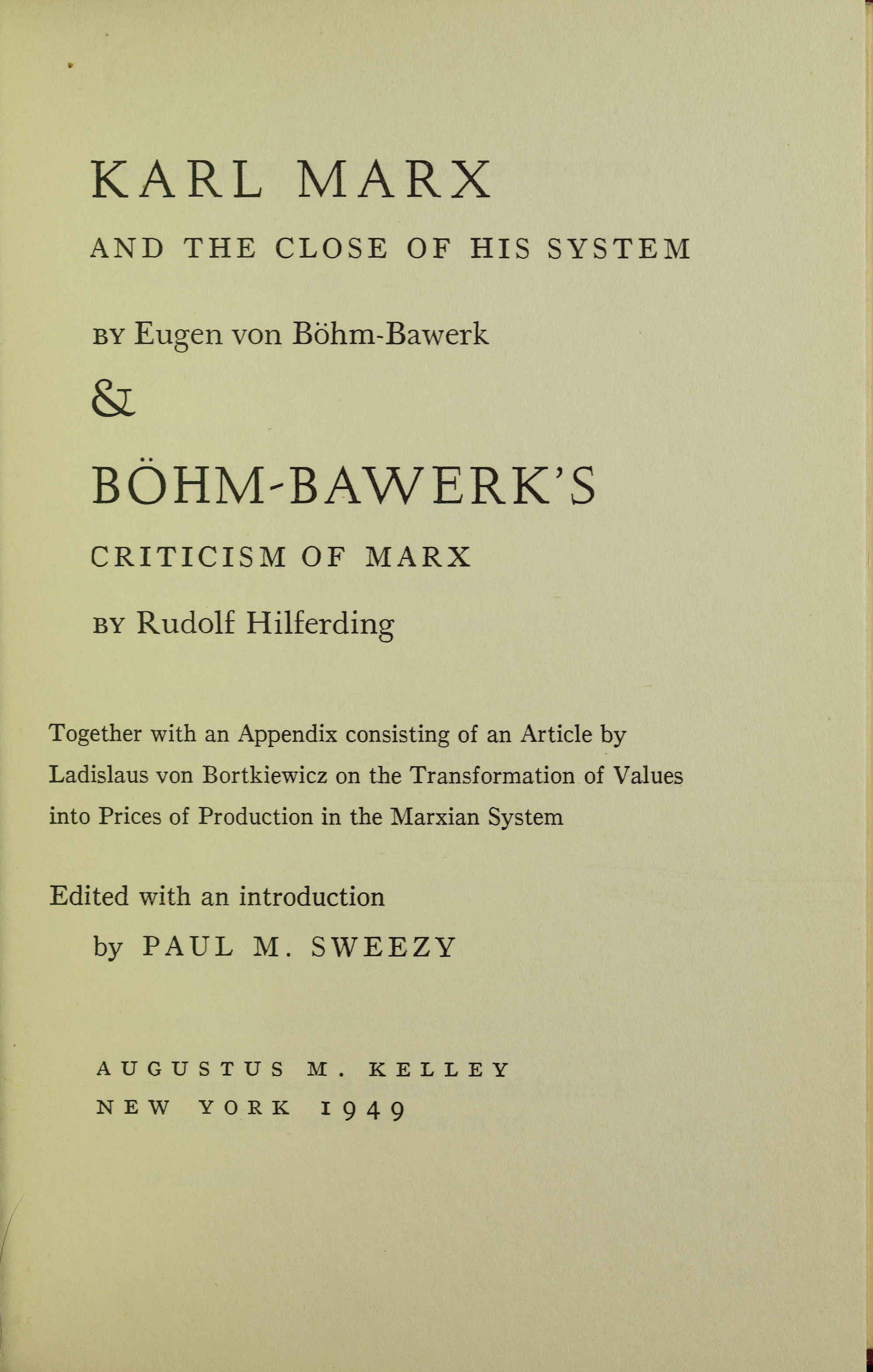
Karl Marx and the close of his system

Ойґен фон Бем-Баверк (нім. Eugen von Böhm-Bawerk; 12 лютого 1851, Брно — 27 серпня 1914) — економіст, представник австрійської школи, професор в Інсбруку та Відні, міністр фінансів, президент Віденської академії наук (1911).
Пропагував теорію граничної корисності спрямовану на захист капіталізму, проти теорії трудової вартості К. Маркса.
Бем-Баверк у своїх творах критикував економічне вчення марксизму («Основи теорії цінності господарських благ», 1886, рос. пер., 1903; «Капітал і процент», 1884—89, рос. пер., т. 1, 1909; «Теорія Карла Маркса та її критика», 1896, рос. пер., 1897). Бем-Баверк твердив, що прибуток — вічна категорія, а відсоток на капітал — справедлива винагорода капіталістові.

## Біографія
Народився 1851 року в сім'ї державного службовця. Його батько обіймав високу посаду віцегубернатора Моравії. Шкільну освіту отримав в елітній гімназії у Відні. Його шкільним другом був Фрідріх фон Візер, що став відомим економістом і професором кафедри економіки Віденського університету. Згодом Бем-Баверк поріднився зі своїм шкільним товаришем, одружившись з його сестрою.
Вступив до Віденського університету. Привернув до себе увагу професора Карла Менґера, ідеї якого розвивав надалі. Потім кілька років вивчав політичну економію в університетах Лейпцига, Єни і Гайдельберга у одних з найбільш відомих економістів того часу — Карла Книса, Вільгельма Рошера і Бруно Гільдебранда. Після закінчення освіти в 1879 році нетривалий час працював в міністерстві фінансів.
У 1880 році отримав посаду викладача в університеті Інсбрука, в 1884 році став професором. У 1889 році повернувся в міністерство фінансів на посаду радника міністра. Представляв уряд в нижній палаті парламенту.
Тричі обіймав посаду міністра фінансів Цислейтанії (однієї з двох складових частин Австро-Угорської імперії). Перший раз знаходився на займаній посаді недовго — з 19 червня до 30 вересня 1895 року, після чого був призначений професором Віденського університету та одночасно увійшов в його керівництво. У 1897-1898 роках знову зайняв пост міністра фінансів в першому уряді фон Франкентурна. У 1889 році був членом верхньої палати парламенту Австро-Угорської імперії. У січні 1900 року втретє став міністром в першому уряді Ернеста Кербера.
У 1904 повернувся до академічної діяльності в Віденському університеті. Його учнями були Людвіг фон Мізес, Йозеф Шумпетер та Отто Бауер, що стали згодом відомими економістами та політичними діячами. У 1907 вступив на посаду віце-президента, а в 1911 — президента австрійської академії наук.

## Визнання
Помер в невеликому селі в Тіролі в 1914 році. В знак визнання заслуг Бем-Баверка в 1983 році його портрет був зображений на 100-шилінговій банкноті.

## Діяльність на посту міністра фінансів
Час проведений в міністерстві фінансів був вкрай неспокійним. У 9 травня 1873 року Австро-Угорщина пережила економічну кризу і Біржовий крах 1873 року. Імперія виявилася в боргах з її знеціненою валютою — австрійським гульденом. У 1892 році була проведена грошова реформа і гульден замінили австро-угорською кроною. Чинні до введення нової валюти банкноти викуповувалися на третину за срібні монети, а на дві третини за банкноти, які забезпечувалися золотом. У 1899 році уряд був змушений припинити розмін на золото. Під час світової економічної кризи 1900-1903 років Бем-Баверк займав пост міністра фінансів однієї з двох складових частин Австро-Угорщини Цислейтанії. Під час кризи в 1901 році уряд прийняв широкомасштабну програму інвестування в громадські роботи, будівництво залізниць, будівель, телефонних і телеграфних ліній. По завершенню кризи в парламент був направлений запит на відновлення золотого стандарту (вільного обміну паперових грошей на золото).

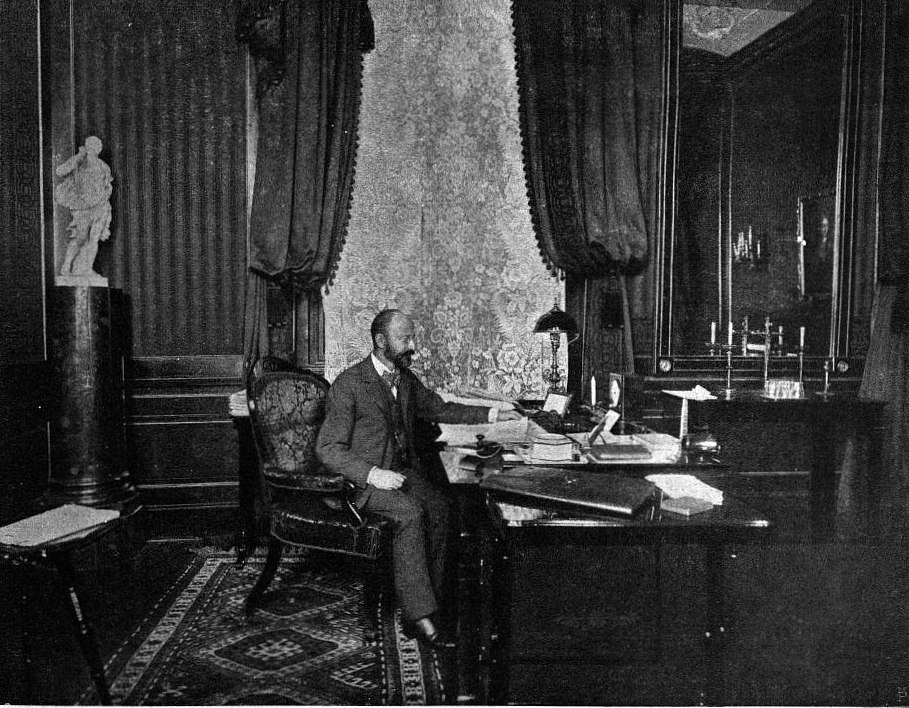
Міністр фінансів Ціслейтанії Бем-Баверк у своєму кабінеті

Під час перебування Бем-Баверка в міністерстві фінансів з'явився закон про надання субсидій та безпроцентних кредитів новоствореним підприємствам, за яким підприємець-початківець міг отримати з бюджету до третини необхідного капіталу. Досягнута відносна стабільність фінансів дозволила забезпечити довіру до австро-угорської крони та нормальний економічний розвиток до самого початку Першої світової війни. У 1904 році після тридцятирічної перерви держава змогла вийти на характерні для передових держав світу темпи зростання економіки. Було також досягнуто позитивне сальдо торгового балансу (імпорт склав 97 % від експорту). Фактично після стабілізації фінансового сектора в імперії були забезпечені необхідні умови для прискорення модернізації: вільний ринок товарів і робочої сили, стабільна грошова система, наявність великих національних і іноземних капіталів.
Також Бем-Баверк ввів прогресивне оподаткування, реформував податкову систему з введенням прибуткового податку, скасував чинну кілька століть субсидію на цукор.
Бувши міністром фінансів однією з двох складових частин Габсбурзької монархії був обачний і консервативний. Йозеф Шумпетер, який схарактеризував життя Бем-Баверка як «витвір мистецтва», відзначав, що на відповідальному посту він виявляв «… неподільну відданість своїй справі, безкорисливість, широкі інтелектуальні інтереси, широкий кругозір і справжню простоту».

## Внесок в економічну теорію
Будучи учнем засновника Австрійської економічної школи Карла Менгера, Ойґен фон Бем-Баверк вважається представником другого покоління Австрійської школи.
Людвіг фон Мізес так писав про книгу Бен-Баверка «Капітал і процент»:
Без сумніву, книга Бем-Баверка є найвидатнішим внеском у сучасну економічну теорію. Кожен економіст зобов'язаний вивчити її якнайретельніше і з максимальною увагою розібратися в її змісті. Людина, яка не знайома досконало з усіма ідеями, викладеними в цих трьох томах, не може претендувати на звання економіста.
…

Книгу такого обсягу і глибини, як «Капітал і процент», нелегко читати. Але витрачені зусилля окупаються дуже добре. Вона стимулюватиме читача поглянути на політичні проблеми не з точки зору поверхневих гасел, до яких вдаються під час виборчих кампаній, а з повним усвідомленням їхнього значення та наслідків для виживання нашої цивілізації.

### Вибрані праці
- Капітал і процент (Назва оригіналу: Kapital und Kapitalzins. Wagner, Innsbruck 1884).
- Macht oder Ökonomisches Gesetz? In: Zeitschrift für Volkswirtschaft, Sozialpolitik und Verwaltung. Band 23 (1914), S. 205—271 (Textversion Digitalisat).
- Gesammelte Schriften. Herausgegeben von Franz X. Weiss, Wien 1924 (Digitalisate bei archive.org).
- Eugen von Böhm-Bawerk: Zum Abschluss des Marxschen Systems. In: Otto v. Boenigk (Hrsg.): Staatswissenschaftliche Arbeiten — Festgaben für Karl Knies zur fünfundsiebzigsten Wiederkehr seines Geburtstages. O. Haering, Berlin 1896, S. 87–205 [= S. 51–101 in der PDF-Datei] (online).

## Критика марксизму
Мюррей Ротбард про критику марксизму Бем-Баверка писав: 
Через два роки після виходу третій том «Капіталу» Маркса зазнав детальної нищівної критики у великій рецензії Бем-Баверка «До завершення марксистської системи». І по закінченні століття нищівний розгром третього тому, а отже, і всієї марксистської системи залишається остаточним і безповоротним. У сфері професійної економічної теорії вердикт Бем-Баверка відразу став користуватися беззаперечним авторитетом і відтоді зберігає його, успішно виконуючи роль щеплення від марксистського вірусу і, безсумнівно, від трудової теорії вартості — принаймні для економістів. На жаль, аргументи Бем-Баверка були занадто спеціальними, щоб отримати великий вплив поза середовищем професійних економістів, й з того часу марксизм виявився надзвичайно привабливим для багатьох соціологів, істориків, літераторів і інших інтелектуалів, котрі, як правило, слабо розбираються в економіці".